# Antonio María Esquivel
Antonio María Esquivel y Suárez de Urbina – hiszpański malarz pochodzący z Andaluzji. Malował obrazy o tematyce biblijnej, mitologicznej oraz portrety.
Studiował w Akademii Sztuk Pięknych w Sewillii, gdzie był uczniem José Gutiérrez de la Vega oraz poznał techniki malarskie Murilla. W 1831 r. przeniósł się do Madrytu, gdzie studiował a później wykładał w Królewskiej Akademii Sztuk Pięknych św. Ferdynanda. Brał udział w tworzeniu Liceo Artístico y Literario w 1837 r., gdzie później wykładał anatomię w sztuce.
W 1839 r. po powrocie do Sewilli w wyniku choroby oślepł niemal całkowicie. Pogrążony w depresji próbował popełnić samobójstwo rzucając się do rzeki Gwadalkiwir. Jego przyjaciele z artystycznych kręgów zebrali środki potrzebne na kosztowną operację oczu u francuskiego specjalisty. Dzięki temu w 1840 r. wyzdrowiał i odzyskał wzrok. W dowód wdzięczności sportretował swoich przyjaciół – romantycznych poetów i malarzy – na obrazie Los poetas contemporáneos z 1846 roku. W 1843 r. został mianowany nadwornym malarzem Izabeli II.
Jego synowie Carlos María i Vicente również byli malarzami.

## Wybrane dzieła
- Retrato de Capitán General Juan Ruiz de Apodaca, 1834. Museo Naval w Madrycie.
- Retrato del Teniente General Luis María Balanzat de Orvay y Briones, 1834.
- Transfiguración, 1837.
- Venus anadiomene, 1838. Muzeum Prado, Madryt.
- San Miguel Arcángel, 1843.
- Una lectura de Ventura de la Vega, 1845. Muzeum Romantyzmu w Madrycie
- Los poetas Contemporáneos o Lectura de José Zorrilla en el estudio del pintor, 1846. Muzeum Prado, Madryt.
- Retrato de Rafaela Flores Calderón, 1846. Muzeum Prado, Madryt.
- Portret konny generała Prima. Muzeum Romantyzmu w Madrycie
- Dzwon z Hueski, 1850. Muzeum Sztuk Pięknych w Sewilli
- 'Józef i żona Putyfara, 1854. Muzeum Sztuk Pięknych w Sewilli

## Galeria

Dzieła Antonia Marii Esquivela
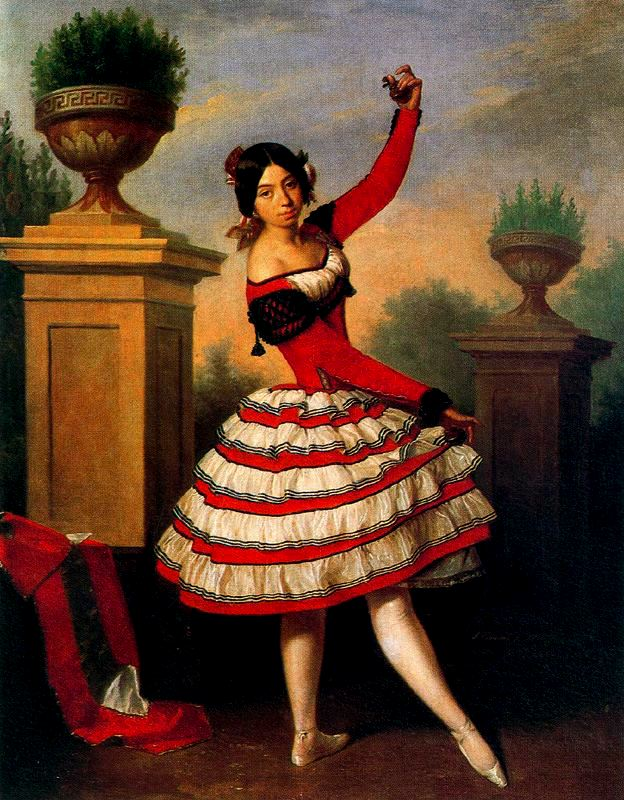
Tancerka Josefa Vargas, 1840
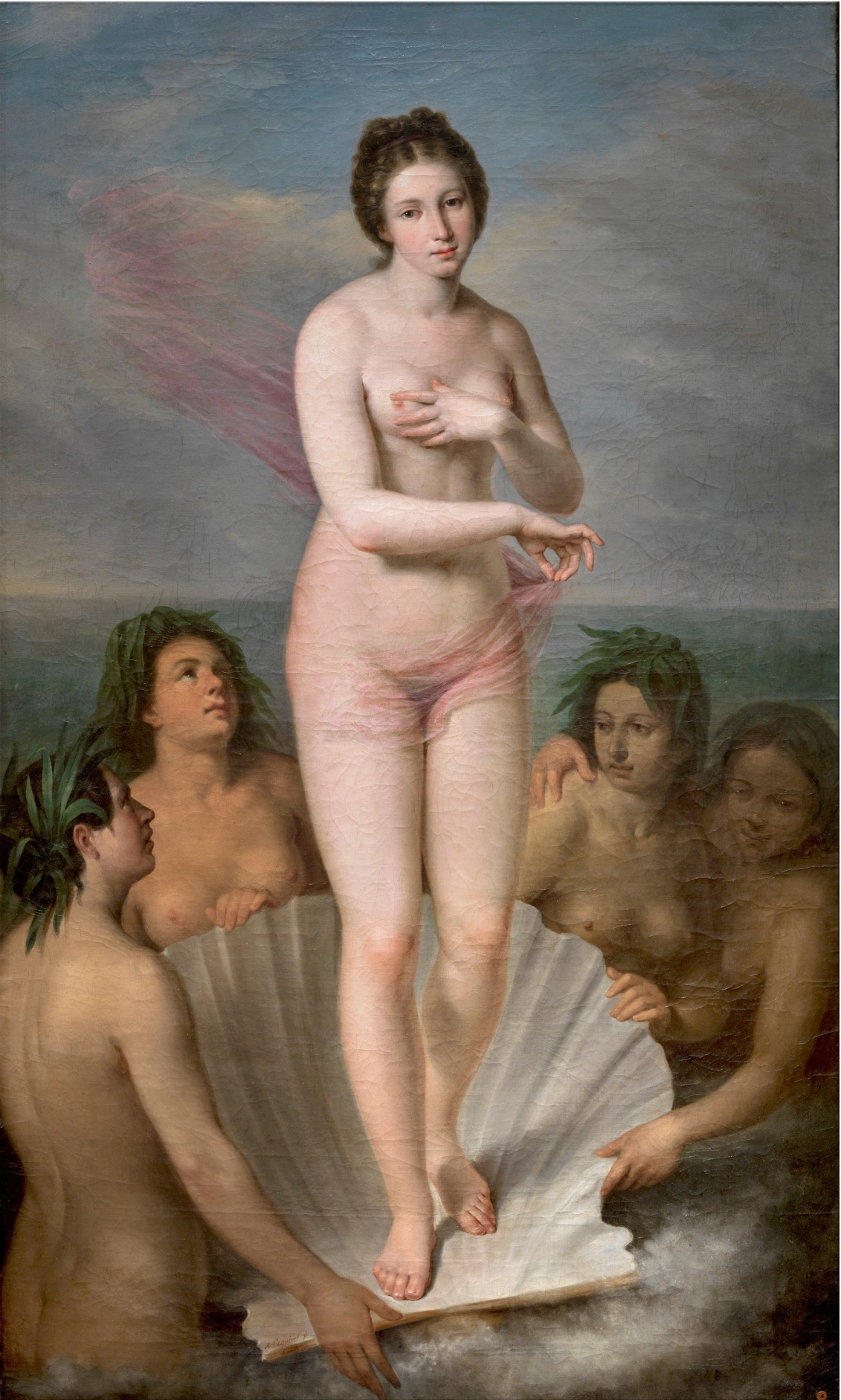
Venus anadiomene, 1838
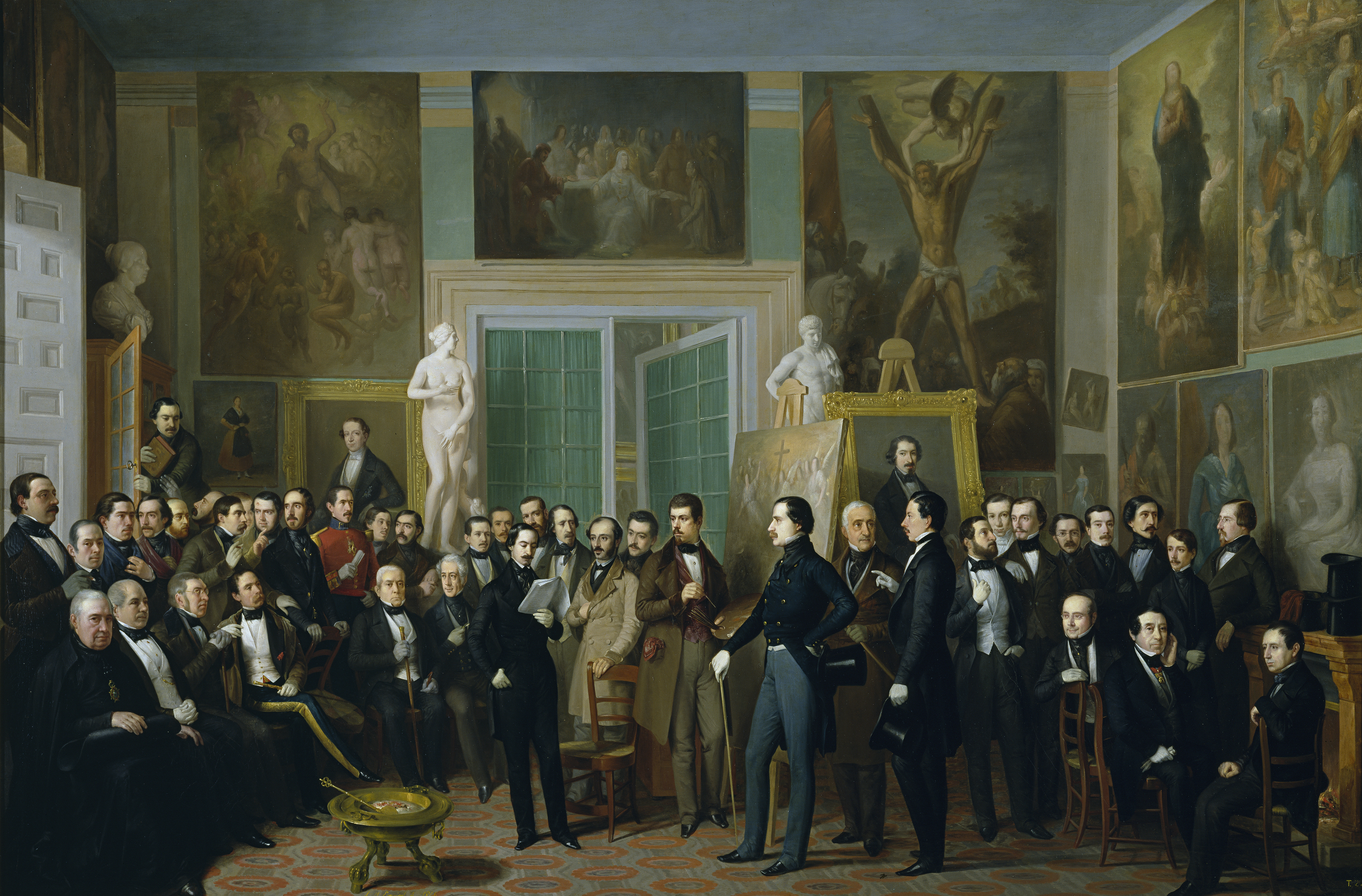
Los poetas contemporáneos, 1846
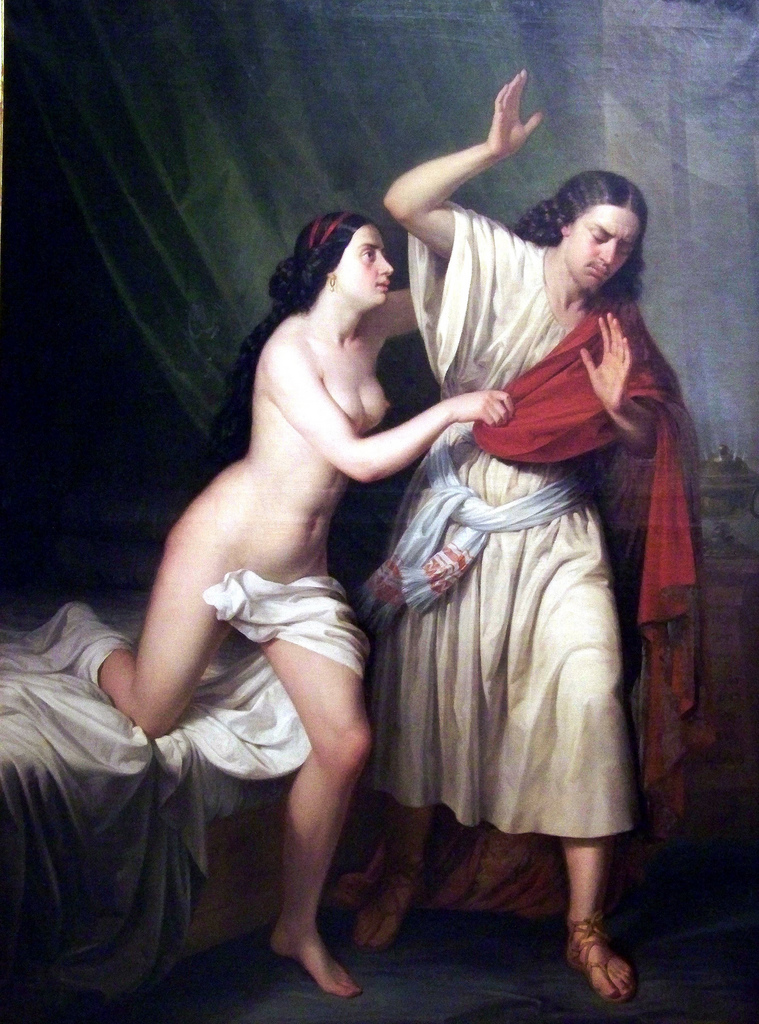
Józef i żona Putyfara, 1854
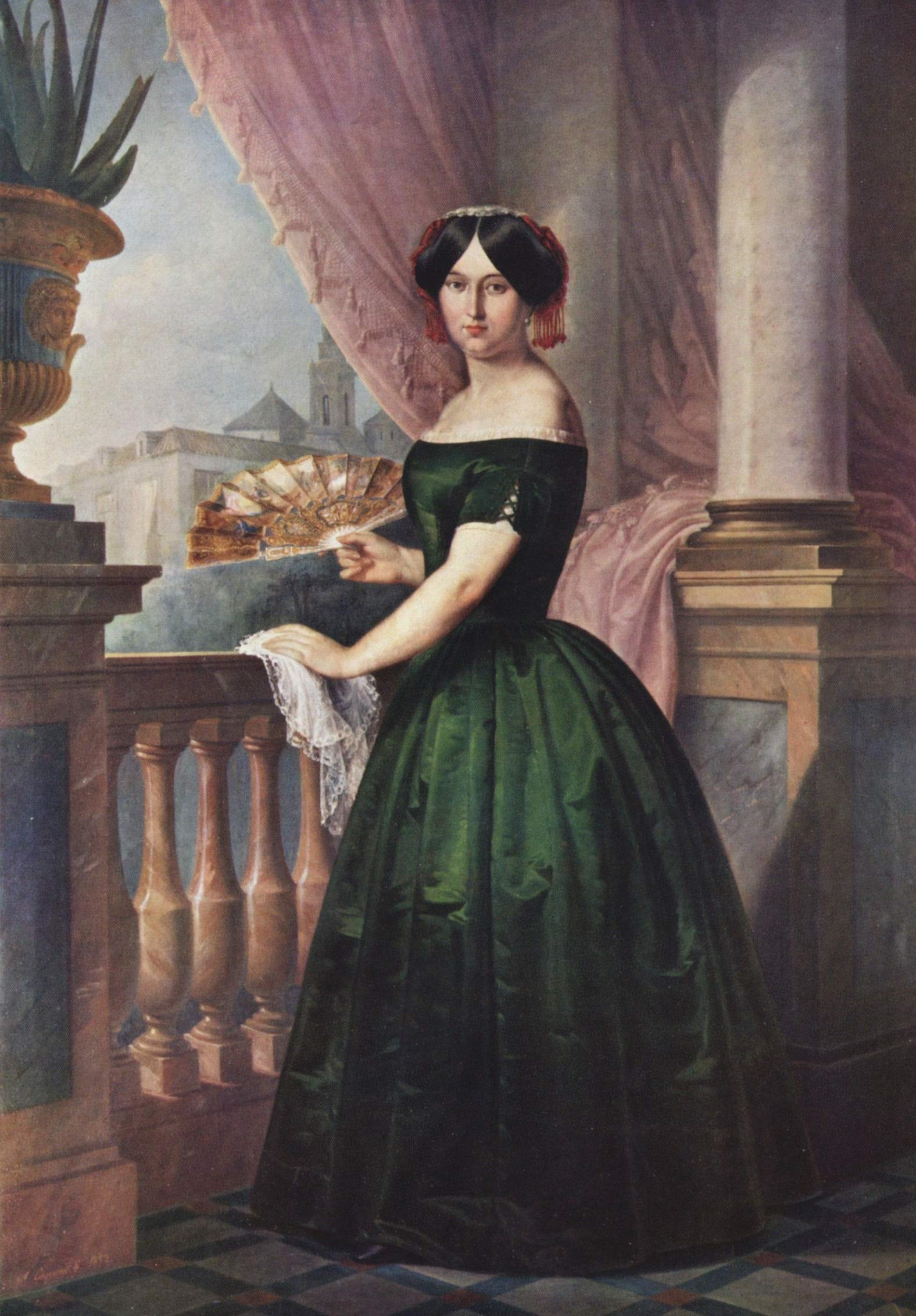
Portret Doñi Josefy García Solis, 1852